# Gaitsjaure
Gaitsjaure är en sjö i Arjeplogs kommun i Lappland och ingår i Umeälvens huvudavrinningsområde. Sjön har en area på 0,438 kvadratkilometer och ligger 769,1 meter över havet. Gaitsjaure ligger i Laisälven Natura 2000-område.

## Delavrinningsområde
Gaitsjaure ingår i det delavrinningsområde (735494-153511) som SMHI kallar för Utloppet av Iraft. Medelhöjden är 594 meter över havet och ytan är 46,63 kvadratkilometer. Räknas de 48 avrinningsområdena uppströms in blir den ackumulerade arean 1 195,77 kvadratkilometer. Laisälven som avvattnar avrinningsområdet har biflödesordning 3, vilket innebär att vattnet flödar genom totalt 3 vattendrag innan det når havet efter 444 kilometer. Avrinningsområdet består mestadels av skog (66 procent) och kalfjäll (16 procent). Avrinningsområdet har 3,84 kvadratkilometer vattenytor vilket ger det en sjöprocent på 8,2 procent.